# Аргентина на летних Олимпийских играх 1976
Аргентина принимала участие в Летних Олимпийских играх 1976 года в Монреале (Канада) в пятнадцатый раз за свою историю, но не завоевала ни одной медали. Сборную страны представляли 4 женщины.

## Результаты соревнований

### Академическая гребля
В следующий раунд из каждого заезда проходили несколько лучших экипажей (в зависимости от дисциплины). В финал A выходили 6 сильнейших экипажей, ещё 6 экипажей, выбывших в полуфинале, распределяли места в малом финале B
Мужчины
| Соревнование | Спортсмены     | Предварительный заезд | Предварительный заезд | Предварительный заезд | Отборочный заезд | Отборочный заезд | Отборочный заезд | Полуфинал | Полуфинал  | Полуфинал | Финал   | Финал   | Итоговое место |
| Соревнование | Спортсмены     | Заезд                 | Время                 | Место                 | Заезд            | Время            | Место            | Заезд     | Время      | Место     | Время   | Место   | Итоговое место |
| ------------ | -------------- | --------------------- | --------------------- | --------------------- | ---------------- | ---------------- | ---------------- | --------- | ---------- | --------- | ------- | ------- | -------------- |
| одиночки     | Рикардо Ибарра | 3                     | 7:17,41               | 1 Q                   | не участвовал    | не участвовал    | не участвовал    | 1         | 6:57,41 OB | 1 QA      | Финал A | Финал A | 6              |
| одиночки     | Рикардо Ибарра | 3                     | 7:17,41               | 1 Q                   | не участвовал    | не участвовал    | не участвовал    | 1         | 6:57,41 OB | 1 QA      | 8:03,05 | 6       | 6              |